# Bricy
Bricy település Franciaországban, Loiret megyében. Lakosainak száma 542 fő (2022. január 1.). Bricy Boulay-les-Barres, Coinces, Gidy, Huêtre, Saint-Péravy-la-Colombe és Sougy községekkel határos.

## Népesség
A település népességének változása:
| Lakosok száma | 755  | 487  | 456  | 649  | 552  | 559  | 554  | 554  | 556  | 542  |
|               | 1968 | 1982 | 1990 | 2006 | 2013 | 2015 | 2017 | 2019 | 2020 | 2022 |